# Palagonia
Palagonia es una localidad italiana de la provincia de Catania , región de Sicilia, con 16.446 habitantes.

Ubicación de la ciudad de Palagonia dentro de la provincia de Catania.

## Evolución demográfica
| Gráfica de evolución demográfica de Palagonia entre 1861 y 2001 |
|                                                                 |
| Fuente ISTAT - elaboración gráfica de Wikipedia                 |